# Melinae
I tassi (Melinae Bonaparte, 1838) sono una sottofamiglia di carnivori della famiglia dei Mustelidi (Mustelidae). Comprendono in tutto sette specie ripartite in due generi, delle quali il tasso europeo è la più nota e l'unica presente in Europa.

## Descrizione
I tassi sono caratterizzati da una struttura compatta a forma di cuneo. La testa è piccola e appuntita con occhi e orecchie piccoli. Le zampe sono corte e forti e la coda è corta. La pelliccia è di colore grigiastro o nero e tutte le specie presentano disegni facciali caratteristici. La lunghezza testa-tronco varia tra 55 e 90 centimetri e il peso tra 4 e 17 chilogrammi.

## Distribuzione e habitat
La distribuzione dei tassi è prevalentemente paleartica, con l'unica eccezione dei tassi naso di porco, diffusi anche nella regione tropicale. Loro habitat sono principalmente le foreste e altre zone alberate.

## Biologia
I tassi sono principalmente notturni e trascorrono la giornata in tane che si scavano da sé o in altri rifugi. Di solito rimangono sul terreno e si arrampicano raramente, ma sono molto bravi a scavare.
I tassi sono onnivori che mangiano piccoli vertebrati, insetti e altri animali, nonché un'ampia varietà di cibi vegetali.
Come negli altri Mustelidi, la riproduzione è caratterizzata dalla diapausa embrionale, così che spesso trascorrono molti mesi tra l'accoppiamento e il parto, sebbene il periodo di gestazione effettivo duri solo dalle sei alle otto settimane. Il numero di cuccioli per parto va di solito da uno a quattro. Un tasso può vivere fino a 15 anni.

## Tassonomia
I tassi si dividono in due generi con sette specie:
- Meles Brisson, 1762
  - Meles meles (Linnaeus, 1758) - tasso europeo;
  - Meles leucurus (Hodgson, 1847) - tasso asiatico;
  - Meles anakuma Temminck, 1844 - tasso giapponese;
  - Meles canescens Blanford, 1875 - tasso del Caucaso.
- Arctonyx[1] F. Cuvier, 1825
  - Arctonyx albogularis (Blyth, 1853) - tasso naso di porco settentrionale;
  - Arctonyx collaris F. Cuvier, 1825 - tasso naso di porco;
  - Arctonyx hoevenii (Hubrecht, 1891) - tasso naso di porco di Sumatra.

Nonostante vengano anch'essi chiamati con questo nome, i tassi nel senso stretto dell'accezione non comprendono:
- il tasso americano (Taxidea taxus);
- il tasso del miele (Mellivora capensis);
- le sei specie di tassi furetto (Melogale);
- le due specie di tassi fetidi (Mydaus).